# مات تومسون (لاعب اتحاد الرغبي)
مات تومسون (بالإنجليزية: Matt Thompson)‏ هو لاعب اتحاد الرغبي بريطاني، ولد في 12 ديسمبر 1982 في برايتون في المملكة المتحدة.